# Świeca (województwo wielkopolskie)
Świeca – wieś w Polsce położona w województwie wielkopolskim, w powiecie ostrowskim, w gminie Odolanów. Leży ok. 20 km na południe od Ostrowa Wlkp., przy drodze Odolanów-Czarnylas.
Przed 1932 rokiem miejscowość położona była w powiecie odolanowskim, W latach 1975–1998 w województwie kaliskim, w latach 1932–1975 i od 1999 w powiecie ostrowskim.

## Komunikacja
Przez wieś przebiega droga wojewódzka nr 444 łącząca Ostrzeszów, Czarnylas, Odolanów, Sulmierzyce i Krotoszyn. Na obszarze zabudowanym Świecy droga ma kilka niebezpiecznych zakrętów. Z tego powodu zarówno kierowcy, jak i rowerzyści oraz piesi powinni zachować szczególną ostrożność wymaganą od uczestników ruchu drogowego.